# Baby, You Don't Wanna Know
«Baby, You Don't Wanna Know» —en español «Nena, tú no quieres saber»— es el segundo sencillo del quinto álbum de estudio de la banda canadiense Sum 41. La canción se publicó oficialmente el 15 de junio de 2011, únicamente en el formato airplay. Su video fue filmado en Alemania y se lanzó el 3 de agosto de 2011. La canción forma parte de la banda sonora de la película Linterna Verde.

## Antecedentes
El documental del making-of del álbum Screaming Bloody Murder, titulado Don't Try This at Home, muestra que «Baby, You Don't Wanna Know» junto a «Time for You to Go» fueron las últimas canciones en escribirse y grabarse para el álbum. La canción, coescrita con Matt Squire, se añadió a último minuto y fue financiada por Deryck Whibley, ya que la discográfica se negó a pagar más canciones para el álbum. En una entrevista con la banda durante su gira europea en julio de 2011, dijeron que ellos consideraban lanzar «Back Where I Belong» o «Blood in My Eyes» como segundo sencillo, pero eligieron «Baby, You Don't Wanna Know» porque era más «amigable» para la radio.

## Video musical
El 28 de junio de 2011, Sum 41 anuncio por Twitter que habían grabado un video para «Baby, You Don't Wanna Know» durante un día de descanso en Alemania, el cual se publicaría un mes después. El asistente de la banda, Matt Whibley (primo de Deryck Whibley), dijo que el video había sido grabado con un equipo local alemán y sería de bajo presupuesto. La banda publicó el video exclusivamente en Myvideo.de (sitio web alemán). El video fue estrenado un día después, el 3 de agosto de 2011, en su canal Vevo.

## Posicionamiento en listas
| Canadá | Active Rock      | 25 |
| Canadá | Alternative Rock | 10 |

## Historial de lanzamientos
| País          | Fecha               | Formato |
| ------------- | ------------------- | ------- |
| Canadá        | 15 de junio de 2011 | Airplay |
| Unión Europea | 3 de agosto de 2011 | Airplay |